# ISO 3166-2:GD

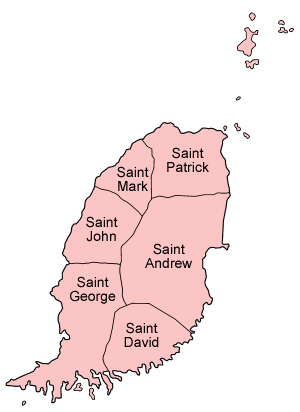
Rozdělení státu Grenada

Kódy ISO 3166-2 pro Grenadu identifikují 6 farností a 1 dependenci (stav v březnu 2015). První část (GD) je mezinárodní kód pro Grenadu, druhá část sestává z dvou číslic identifikujících farnosti a dependenci.

## Seznam kódů
```
GD-01 Saint Andrew (Grenville)
GD-02 Saint David (Saint David's)
GD-03 Saint George (Saint George's)
GD-04 Saint John (Gouyave)
GD-05 Saint Mark (Victoria)
GD-06 Saint Patrick (Sauteurs)
GD-10 Southern 
Grenadine Islands
```